# Curve Digital
Curve Digital (anteriormente Curve Studios) é uma publicadora de jogos eletrônicos sediada em Londres e fundada em 2005 por Jason Perkins.

## História
Em 2013, a Curve Digital anunciou que eles começariam a publicar jogos além de desenvolvê-los. Durante a portagem de Stealth Bastard para PlayStation 3 e PlayStation Vita, a Curve Studios pediu para que fãs renomeassem o jogo por eles para remover o título explícito, escolhendo Stealth Inc: A Clone in the Dark como seu novo título.
Em agosto de 2013, a Curve anunciou um projeto futuro chamado White Space. Em janeiro de 2016, a Curve Digital foi adquirida pela Catalis Group. A Catalis foi então vendida para a NorthEdge Capital em outubro de 2019.

## Jogos desenvolvidos
| Ano  | Título                          | Plataforma(s)                                                                       | Ref.        |
| ---- | ------------------------------- | ----------------------------------------------------------------------------------- | ----------- |
| 2010 | Fluidity                        | WiiWare                                                                             | [ 7 ]       |
| 2011 | Explodemon                      | PlayStation 3, Windows                                                              | [ 8 ]       |
| 2011 | Stealth Bastard                 | Windows, PlayStation 3, PlayStation Vita, macOS, Linux, iOS, Android, PlayStation 4 | [ 3 ] [ 9 ] |
| 2012 | Fluidity: Spin Cycle            | Nintendo 3DS                                                                        | [ 10 ]      |
| 2014 | Stealth Inc 2: A Game of Clones | Wii U, PlayStation 3, PlayStation 4, PlayStation Vita, Windows, Xbox One            | [ 11 ]      |

## Jogos publicados
| Ano  | Título                          | Desenvolvedora          | Plataforma(s)                                                            | Ref.                |
| ---- | ------------------------------- | ----------------------- | ------------------------------------------------------------------------ | ------------------- |
| 2013 | Lone Survivor                   | Superflat Games         | PlayStation 3, PlayStation Vita                                          | [ 12 ]              |
| 2013 | Proteus                         | Ed Key, David Kanaga    | PlayStation 3, PlayStation Vita                                          | [ 13 ]              |
| 2013 | Velocity Ultra                  | FuturLab                | Windows, PlayStation 3, PlayStation Vita                                 | [carece de fontes?] |
| 2013 | Thomas Was Alone                | Mike Bithell            | Wii U, PlayStation 3, PlayStation 4, PlayStation Vita, Xbox One          | [ 14 ]              |
| 2013 | The Swapper                     | Facepalm Games          | Wii U, PlayStation 3, PlayStation 4, PlayStation Vita                    | [ 15 ]              |
| 2014 | Titan Attacks                   | Puppy Games             | 3DS, PlayStation 3, PlayStation 4, PlayStation Vita                      | [ 16 ]              |
| 2014 | Mousecraft                      | Crunching Koalas        | PlayStation 3, PlayStation 4, PlayStation Vita                           | [ 17 ]              |
| 2014 | Lone Survivor: Director's Cut   | Superflat Games         | Wii U, PlayStation 4                                                     | [ 18 ]              |
| 2015 | OlliOlli                        | Roll7                   | 3DS, Wii U, Xbox One                                                     | [ 19 ]              |
| 2015 | Porcunipine                     | Big Green Pillow        | Windows                                                                  | [ 20 ]              |
| 2015 | The Swindle                     | Size Five Games         | Wii U, PlayStation 3, PlayStation 4, PlayStation Vita, Xbox One          | [ 21 ]              |
| 2015 | Nova-111                        | Funktronic Labs         | Wii U, PlayStation 3, PlayStation 4, PlayStation Vita, Xbox One          | [ 22 ]              |
| 2015 | Murder                          | Peter Moorhead          | Windows, iOS, Android                                                    | [ 23 ]              |
| 2015 | Ultratron                       | Puppy Games             | Windows, Wii U, PlayStation 3, PlayStation 4, PlayStation Vita, Xbox One | [ 24 ]              |
| 2015 | Action Henk                     | Ragesquid               | Wii U, PlayStation 3, PlayStation 4, PlayStation Vita, Xbox One          | [ 25 ]              |
| 2015 | Pumped BMX +                    | Yeah Us!                | Windows, Wii U, PlayStation 3, PlayStation 4, PlayStation Vita, Xbox One | [ 26 ]              |
| 2016 | 10 Second Ninja X               | Four Circle Interactive | Windows, PlayStation 4, PlayStation Vita, Xbox One                       | [ 27 ]              |
| 2016 | Dear Esther: Landmark Edition   | The Chinese Room        | PlayStation 4, Xbox One                                                  | [ 28 ]              |
| 2016 | Hue                             | Fiddlesticks            | Windows, PlayStation 4, PlayStation Vita, Xbox One                       | [ 29 ]              |
| 2016 | Human: Fall Flat                | No Brakes Games         | Windows, Switch, PlayStation 4, PlayStation 5, Xbox One, Xbox Series X/S | [ 30 ] [ 31 ]       |
| 2016 | The Little Acre                 | Pewter Games Studios    | Windows, Switch, PlayStation 4, Xbox One                                 | [ 32 ]              |
| 2016 | Manual Samuel                   | Perfectly Paranormal    | Windows, Switch, PlayStation 4, Xbox One                                 | [ 33 ]              |
| 2016 | Stikbold! A Dodgeball Adventure | Game Swing              | Windows, PlayStation 4, Xbox One                                         | [ 34 ] [ 35 ]       |
| 2017 | Bomber Crew                     | Runner Duck Games       | Windows, Switch, PlayStation 4, Xbox One                                 | [ 36 ]              |
| 2017 | The Flame in the Flood          | The Molasses Flood      | Windows, Switch, PlayStation 4, Xbox One                                 | [ 37 ] [ 38 ]       |
| 2017 | Jump Stars                      | Jamit Games             | Windows, PlayStation 4, Xbox One                                         | [ 39 ]              |
| 2017 | Serial Cleaner                  | iFun4all                | Windows, Switch, PlayStation 4, PlayStation 5, Xbox One, Xbox Series X/S | [ 40 ]              |
| 2018 | Beholder: Complete Edition      | Warm Lamp Games         | Switch, PlayStation 4, Xbox One, iOS, Android                            | [ 41 ]              |
| 2018 | For the King                    | IronOak Games           | Windows, Switch, PlayStation 4, Xbox One                                 | [ 42 ]              |
| 2018 | A Knight's Quest                | Sky9 Games              | Windows, Switch, PlayStation 4, Xbox One                                 | [ 43 ]              |
| 2018 | Racing Apex                     | LuckyMountain Games     | Windows, Switch, PlayStation 4, Xbox One                                 | [ 45 ]              |
| 2018 | Smoke and Sacrifice             | Solar Sail Games        | Windows, Switch, PlayStation 4, Xbox One                                 | [ 46 ]              |
| 2018 | Velocity 2X                     | FuturLab                | Nintendo Switch                                                          | [ 47 ]              |
| 2019 | Narcos: Rise of the Cartels     | Kuju Entertainment      | Windows, Switch, PlayStation 4, Xbox One                                 | [ 48 ]              |
| 2019 | When Ski Lifts Go Wrong         | Hugecalf Studios        | Windows, Switch                                                          | [ 49 ]              |
| 2019 | Autonauts                       | Denki                   | Windows                                                                  | [ 50 ]              |
| 2019 | American Fugitive               | Fallen Tree Games       | Windows, Switch, PlayStation 4, Xbox One                                 | [ 51 ]              |
| 2020 | Space Crew                      | Runner Duck Games       | Windows, Switch, PlayStation 4, Xbox One                                 | [ 52 ]              |
| 2020 | Embr                            | Muse Games              | Windows, Stadia                                                          | [ 53 ]              |
| 2021 | The Ascent                      | Neon Giant              | Windows, Xbox One, Xbox Series X/S                                       | [ 54 ]              |
| 2021 | Super Lone Survivor             | Superflat Games         | Windows, Switch                                                          | [ 55 ]              |
| 2021 | Lawn Mowing Simulator           | Skyhook Games           | Windows, Xbox Series X/S                                                 | [ 56 ]              |
| 2021 | Just Die Already                | DoubleMoose             | Windows, Switch, PlayStation 4, Xbox One                                 | [ 57 ]              |
| 2021 | I Am Fish                       | Bossa Games             | Windows, Xbox One, Xbox Series X/S                                       | [ 58 ]              |
| 2023 | For the King II                 | IronOak Games           | Windows                                                                  |                     |
| 2024 | For the King II                 | IronOak Games           | Xbox One, Xbox Series X/S, PlayStation 5                                 |                     |